# آرثر إيستوود
آرثر إيستوود (بالإنجليزية: Arthur Eastwood) هو مجدف نيوزيلندي، ولد في عقد 1900 في Addington, New Zealand ‏ في نيوزيلندا، وتوفي في 8 نوفمبر 1934 في كرايستشرش في نيوزيلندا.